# Берклівський курс фізики
Берклівський курс фізики (англ. Berkeley Physics Course) — цикл університетських підручників з фізики, написаних переважно професорами Університету Каліфорнії в Берклі.

## Опис
Цикл складається з таких п'яти томів, кожен з яких спочатку використовувався в односеместровому курсі в Берклі:
1. Механіка, Чарльз Кіттель та ін.[1]
2. Електрика і магнетизм[en], Едвард Перселл
3. Хвилі, Френк Кроуфорд
4. Квантова фізика, Ейвінд Віхманн[en]
5. Статистична фізика, Фредерік Рейф[en]

Том 2 «Електрика і магнетизм» Перселла з Гарвардського університету особливо відомий і впливовий завдяки використанню теорії відносності для представлення цього предмета на вступному рівні. За пів століття книгу все ще перевидають, тепер за авторством Перселла та Морена. Третє видання тексту, опубліковане Cambridge University Press у 2013 році, було повністю переглянуте та приведено до одиниць SI.

## Історія
Курс фінансувався грантом Національного наукового фонду. Він виник із дискусій між Філіпом Моррісоном (тоді в Корнельському університеті) та Чарльзом Кіттелем (у Берклі) у 1961 році та був опублікований McGraw-Hill, починаючи від 1965 року. Берклівський курс створили одночасно з Фейнманівськими лекціями з фізики (університетський курс подібного рівня складності) та курсом фізики PSSC (вступний курс для середньої школи). Всі ці курси фізики були розроблені в атмосфері усвідомлення владою США необхідності покращення освіти в галузі природничих наук, спонуканого космічними перегонами.
Завдяки державній підтримці оригінальні видання містили повідомлення, що вони будуть вільно доступні за п'ять років. Автори отримували одноразові виплати, але не отримували роялті з продажів. Юридичний статус оригінальних видань був заплутаний у випадку відомого другого тому «Електрика і магнетизм», бо Cambridge University Press фактично унеможливило отримання безоплатної ліцензії, обіцяної згідно з початковим державним контрактом.
Програмі підручників слідувала серія лабораторних курсів, розроблених Аланом Портісом. Компанія Heathkit випустила лінійку електронних інструментів, адаптованих для використання з серією лабораторних посібників Берклі:149.
Курс перекладено багатьма іноземними мовами, і на іноземних ринках серія книг продавалася навіть краще, ніж у США, — можливо, через те, що студенти в інших країнах раніше спеціалізувалися й тому були краще математично підготовлені, ніж американські студенти. У Берклі курс вважали занадто просунутим для типових студентів-інженерів, але й далі використовували його там у курсах для найсильніших студентів фізичних спеціальностей. Популярності курсу також міг завадити вибір системи одиниць Гауса, і пізніші видання томів 1 і 2 зрештою перейшли на систему SI.